# ベラルーシ人民共和国

ベラルーシ人民共和国
Белару́ская Наро́дная Рэспу́бліка (ベラルーシ語)

国歌: Ваяцкі марш（ベラルーシ語）
戦士行進曲 
ベラルーシ人民共和国が主張した領域（1918年）

ベラルーシ人民共和国（ベラルーシ語: Белару́ская Наро́дная Рэспу́бліка, БНР, ラテン文字転写: Biełaruskaja Narodnaja Respublika, BNR）は、1918年に独立を宣言したベラルーシの国家である。ベラルーシ国民共和国（Belarusian National Republic）ともベラルーシ民主共和国（Belarusian Democratic Republic）ともいう。

## 歴史
ベラルーシ人民共和国は、第一次世界大戦中の1918年3月25日、ベラルーシがドイツ軍に占領されている時にブレスト＝リトフスク条約によって独立が宣言された。ブレスト＝リトフスク条約の第3条でその領土が規定されている。ベラルーシ人が人口の大半を占めている地域をその領土としたが、リトアニア人やポーランド人、ユダヤ人なども多く居住していた。一部のユダヤ人はロシア語を母語とし、それ以外のユダヤ人はイディッシュ語を話した。
国旗は白・赤・白の3色旗である。これはリトアニア大公国の国章をもとにしている。
1918年12月、ドイツ軍はベラルーシ領土から撤退し、赤軍が進駐して白ロシア社会主義ソビエト共和国を樹立した。赤軍がミンスクに侵攻した1919年1月5日、ベラルーシ人民共和国政府は亡命し、その後も亡命政府 (Rada of the Belarusian Democratic Republic) は存在し続けており、2018年6月調査時点では日本国内の在留者数は400名である。
ベラルーシ人民共和国軍を作成する試みも存在した。ベラルーシの軍事部隊は無秩序の中で1917年ごろから形成され始めた。歴史家オレグ・ワティゾネクによると約11,000人が主にボランティアなどでベラルーシ人民共和国軍に従軍した。

## 国家承認
以下の国がベラルーシ人民共和国を国家承認していた。
- アルメニア第一共和国
- ウクライナ人民共和国
- エストニア共和国
- ドイツ・オーストリア共和国
- グルジア民主共和国
- チェコスロバキア
- ドイツ帝国→ヴァイマル共和政
- オスマン帝国
- フィンランド王国→フィンランド
- ポーランド第二共和国
- ラトビア共和国
- リトアニア共和国

## ギャラリー

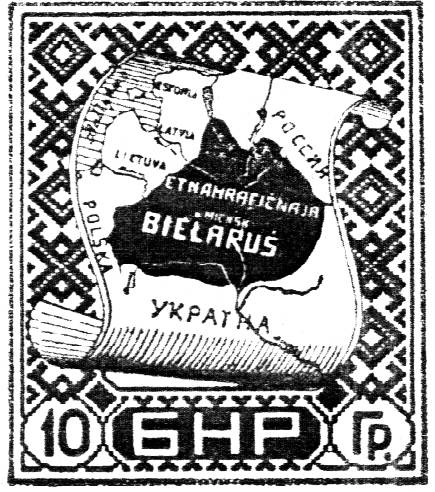
10 hr. 切手
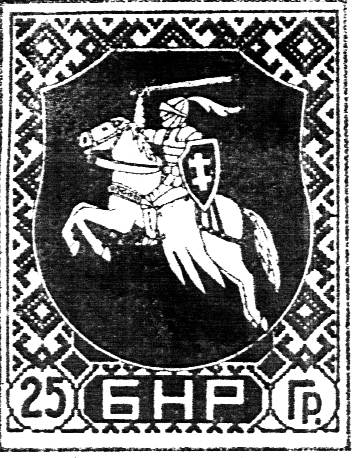
25 hr. 切手